# Jean Louisa Kelly
Jean Louisa Kelly (Worcester, 9 marzo 1972) è un'attrice e cantante statunitense.

## Biografia
È nata a Worcester, in Massachusetts nel 1972. Il padre era un insegnante di inglese mentre la madre un'insegnante di piano. Si laurea nel 1994 presso la Columbia University, una delle università più prestigiose del mondo.
Fece il suo debutto sul grande schermo a soli 17 anni in Io e zio Buck, film del 1989 con John Candy e diretto da John Hughes. Successivamente passa al piccolo schermo con una serie di sitcom e telefilm di buon successo. Nella sitcom Prima o poi divorzio! impersona Kim Warner, la tipica casalinga un tantino nevrotica, aspirante madre perfetta, che fa da contraltare ad un marito in carriera. Ha collezionato anche qualche Special Guest in telefilm di successo come Grey's Anatomy, Ghost Whisperer - Presenze e Eli Stone.

### Vita privata
Dal 24 maggio 1997, è sposata con l'avvocato James Pitaro. Dal 2009 risiede a Los Angeles ed è una delle più grandi amiche di Jennifer Garner, che intervistò nel giugno 2005 per conto della rivista Self.

## Filmografia

### Cinema
- Io e zio Buck  (Uncle Buck), regia di John Hughes (1989)
- Goodbye Mr. Holland (Mr. Holland's Opus), regia di Stephen Herek (1995)
- The Neighbor, regia di Aaron Harvey (2018)
- Il richiamo della foresta (The Call of the Wild), regia di Chris Sanders (2020)
- Malignant, regia di James Wan (2021)
- Top Gun: Maverick, regia di Joseph Kosinski (2022)

### Televisione
- Law & Order - I due volti della giustizia (Law & Order) – serie TV, episodio 9x06 (1998)
- Innamorati pazzi (Mad About You) – serie TV, 3 episodi (1998-1999)
- Prima o poi divorzio! (Yes, Dear) – serie TV, 122 episodi (2000-2006)
- Ally McBeal – serie TV, 1 episodio (2001)
- Grey's Anatomy – serie TV, episodio 2x23 (2006)
- Eli Stone – serie TV, 1 episodio (2008)
- Ghost Whisperer – serie TV, 1 episodio (2008)
- Tre bambini sotto l'albero (The Thrre Gifts), regia di David S. Cass Sr. – film TV (2009)
- The Glades – serie TV, 1 episodio (2010)
- Ossessione pericolosa (Locked Away), regia di Doug Campbell – film TV (2010)
- Burn Notice - Duro a morire (Burn Notice) – serie TV, 1 episodio (2010)
- CSI: Miami – serie TV, episodio 9x14 (2011)
- CSI - Scena del crimine (CSI: Crime Scene Investigation) – serie TV, 1 episodio (2012)
- Una madre non proprio... perfetta (The Good Mother), regia di Richard Gabai – film TV (2013)
- Scream Queens – serie TV, 1 episodio (2015)
- Major Crimes – serie TV, 1 episodio (2017)
- Outcast – serie TV, 2 episodi (2017)
- Law & Order True Crime – serie TV, 1 episodio (2017)
- Wisdom of the Crowd - Nella rete del crimine (Wisdom of the Crowd) – serie TV, 1 episodio (2018)
- The Fosters – serie TV, 2 episodi (2018)
- The Good Doctor – serie TV, episodi 6x13 (2023)

## Doppiatrici italiane
Nelle versioni in italiano delle opere in cui ha recitato, Jean Louisa Kelly è stata doppiata da:
- Alessandra Cassioli in Ghost Whisperer - Presenze
- Laura Lenghi in Burn Notice - Duro a morire
- Elena Morara in CSI: Miami
- Barbara De Bortoli in Prima o poi divorzio!
- Francesca Guadagno in Grey's Anatomy
- Beatrice Margiotti in CSI - Scena del crimine
- Ilaria Latini in Major Crimes
- Michela Alborghetti in The Fosters